# Elechi Amadi
Elechi Amadi (* 12. Mai 1934 in Aluu, Nigeria; † 29. Juni 2016 in Port Harcourt) war ein nigerianischer Schriftsteller. Seine Romane und Dramen drehen sich um Bräuche, Glaubensvorstellungen, religiöse Praktiken und um das Dorfleben in Nigeria, bevor die Menschen Kontakt zur westlichen Welt hatten. Amadis bekanntestes Werk ist sein erster Roman The Concubine.

## Biographie
Amadi wurde 1934 in Aluu in der Delta-Region im Osten Nigerias geboren. Seine Familie gehört zum Volk der Ikwere. Er studierte am Staatlichen College in Umuahia (1946–1952), an der Survey School in Oyo (1953–1954) und an der University of Ibadan (1955–1959). Er machte seinen Abschluss in Physik und Mathematik. Er arbeitete eine Weile als Landvermesser und später als Lehrer in verschiedenen Schulen, einschließlich der Nigerianischen Militär Schule in Zaria (1963–1966).
Amadi absolvierte seinen Wehrdienst in der nigerianischen Armee und kämpfte für Nigeria im Nigeria-Biafra-Krieg als Hauptmann. Nach dem Krieg verließ Amadi die Armee und arbeitete für das River State Government als Staatssekretär (1973–1983), Bildungsbeauftragter (1987–1988) und Beauftragter für Land und Wohnen (1989–1990).
Er war Writer in Residence und Dozent am Rivers State College of Education, wo er ebenfalls die Positionen des Dekan der Kunstfakultät, des Leiters des Literaturfachbereichs und des Direktors des Fachbereichs General Studies.
Am 13. Mai 1989 wurde ein Symposium an der Universität von Port Harcourt anlässlich Amadis 55. Geburtstages veranstaltet.
Zu Ehren seines 70. Geburtstages organisierte die Association of Nigerian Authors im Mai 2004 in Rivers State Branch eine Konferenz.
Am 5. Januar 2009 wurde Amadi aus seinem Haus in Aluu, Port Harcourt, von Unbekannten entführt. Er wurde 23 Stunden später, am Abend des 6. Januars, wieder freigelassen.
Amadi war zweimal verheiratet, er hatte acht Töchter und vier Söhne.

## Auszeichnungen
- 1992 – Rivers State Silver Jubilee Merit Award
- 2003 – Ehrendoktorwürde, Doctor of Science (D.Sc.) im Bereich Bildung, verliehen von der Rivers State University of Science and Technology
- 2003 – Fellow der Nigerian Academy of Education
- 2003 – Mitglied der Order of the Federal Republic (MFR)[6]

## Werk und Kritiken
Seine erste Veröffentlichung war das Gedicht Penitence im Jahre 1957 im Campus Magazin der Universität von Ibadan.
Amadi's erster Roman, The Concubine, wurde 1966 in London veröffentlicht und wurde bejubelt als eine der „vollkommensten Erstveröffentlichungen“.
Alastair Niven schrieb über den Roman: „Obwohl fest verankert in den Fischdörfern des Niger Deltas, besitzt The Concubine dennoch die Zeitlosigkeit und Universalität großer Romane.“
The Concubine wurde verfilmt und hatte im März 2007 seine Premiere in Abuja.
Amadis zweiter Roman, The Great Ponds, wurde 1969 veröffentlicht. Die Handlung findet im vorkolonialen Ost-Nigeria statt und dreht sich um den Streit zweier Dorfgemeinschaften um die Zugehörigkeit eines Teiches.
1973 wurde Amadis Autobiografie, Sunset in Biafra, veröffentlicht. Sie stützt sich auf seine persönlichen Erfahrungen aus dem Nigeria-Biafra Krieg.

## Bibliographie
- The Concubine (Roman) – 1966 (London: Heinemann African Writers Series); Ibadan: Heinemann Books 1993
- The Great Ponds (Roman) – 1969, Heinemann
- Sunset in Biafra (Kriegstagebuch) – 1973
- Isiburu (Drama) – 1973, Heinemann
- Peppersoup and The Road (Drama) 1977; Ibadan: Onibonoje Publishers
- Dancer of Johannesburg (Drama) – 1978, Ibadan: Onibonoje Publishers
- The Slave (Roman) – 1978, Heinemann
- Ethics in Nigerian Literature (Essay) – 1982
- Estrangement (Roman) – 1986, Heinemann